# Mimetus insidiator
Mimetus insidiator är en spindelart som beskrevs av Tord Tamerlan Teodor Thorell 1899. Mimetus insidiator ingår i släktet Mimetus och familjen kaparspindlar. Inga underarter finns listade i Catalogue of Life.